# Згода (товариство)
Товариство «Згода» — міжвоєнна полонофільська організація, відстоювала ідеологію червонорусизму.

## Історія
Червенсько-Руське товариство «Згода» створене в Кракові 6 січня 1929 р. Розташовувалося на приватній квартирі по вул. Гертруди 5. На з'їзді, який відбувався 26 лютого — 1 березня 1929 р. у Львові прийнято рішення згодом перенести Головне правління до Львова.
Серед засновників були Юзеф Залеський і Альфред Збієвський.
Секретарі:
- Львівське воєводство — Вітольд Дем'янчук (Львів)
- Станиславівське воєводство — Омелян Залуцький (Коломия)
- Тернопільське воєводство — Антоній Чайковський (Тернопіль)

Червенсько-Руське товариство «Згода» ліквідовано адміністрацією 14 червня 1929 р. через «порушення громадського порядку під час віча у Кракові» 9 червня 1929 р.
Відновлено як Польсько-Руське товариство «Згода» в 1930 р. Того року товариство налічувало 40 осіб.
Організаційна структура включала двох надтериторіальних секретарів, а також секретарів у Кракові, Галичі, Луцьку та Бересті.
Секретарі:
- Поліське воєводство — Збігнев Калиновський (Берестя).

Керівником Головної управи посол Роман Богдані. Секретар — Ян К. Мацялек.

### Діяльність
Культурні заходи та створення спільних русько-польських клубів, започаткування стипендій для молоді.
У газеті «Свобода» повідомлялось про те, що однією з ініціатив товариства було поширення відозв «До братських народів поляків і русинів», укладання списків тих, хто їх охоче приймав, так і тих, хто перешкоджав у поширенні.
Притягнення до діяльності товариства «руських» діячів.